# Sinfonia n. 2 (Brahms)
La Sinfonia n. 2 in re maggiore Op. 73 fu composta da Johannes Brahms nell'estate del 1877 durante una visita alle Alpi austriache. La gestazione di quest'opera è sorprendentemente breve se paragonata ai 15 anni impiegati dal compositore per ultimare la sua Prima Sinfonia.
La Sinfonia, specialmente per il clima che la pervade, è stata spesso paragonata alla Sesta Sinfonia (Pastorale) di Ludwig van Beethoven. Forte è il contrasto con la Prima Sinfonia, in Do minore: questa è piena di passione e inquietudine, e suggerisce forti emozioni e una lotta col destino, quasi come nella Quinta Sinfonia di Beethoven, mentre nella Seconda Sinfonia Brahms esplora un terreno completamente nuovo. Essa è caratterizzata da gioiosità e quiete, da una semplicità quasi pastorale, e infonde un senso di pace; questa sinfonia si fa notare per la bellezza dei temi, per la forza dei contrasti, per l'unità dell'insieme garantita dall'abilità contrappuntistica che Brahms mostra spesso nei suoi lavori. La musica, nei suoi colori e contorni generali, potrebbe far pensare a una voluta imitazione di Mendelssohn, soprattutto nel primo movimento, ma la forma, la lavorazione, tutti gli accorgimenti sinfonici impiegati sono di stampo chiaramente brahmsiano. La sinfonia trascorre tranquilla, solo qua e là affiorano episodi malinconici o più marcatamente passionali.
Il compositore scrisse al suo editore che la prossima Seconda Sinfonia sarebbe stata una musica malinconica, e che dallo spartito sarebbe dovuto venir fuori il lutto. Il fatto che il lavoro non sia particolarmente tragico e drammatico, nonostante il clima dei primi due movimenti sia largamente calmo e contemplativo in spiccato accordo con la tonalità minore, suggerisce che questa lettera potrebbe non essere totalmente seria. I restanti due movimenti infatti sono più leggeri e più brevi.
La data della prima esecuzione pubblica è il 30 dicembre 1877, al Musikverein di Vienna, sotto la direzione di Hans Richter. La durata tipica di una esecuzione è di circa 45 minuti.

## Orchestrazione
L'opera è pensata per il seguente organico orchestrale:  2 flauti, 2 oboi, 2 clarinetti, 2 fagotti, 4 corni, 2 trombe, 3 tromboni, tuba, timpani e archi.

## Movimenti
In questa sua seconda sinfonia, Brahms preserva la forma tipica della sinfonia classica e i suoi quattro tempi:

### I. Allegro non troppo
Il primo movimento, Allegro non troppo in Re maggiore, suggerisce semplicità pastorale e riposo. Il tema di apertura, presentato dai fiati, è profondamente melodioso, motivi festosi sono affidati ai corni. Il secondo tema, in fa diesis minore, affidato a violoncelli e viole, si sviluppa dolce e melodioso. Nell'elaborazione, tuttavia, emerge un tono più appassionato, che viene a turbare il carattere idilliaco del movimento. Segue poi una successione di passaggi di effetto quasi burrascoso, con gli ottoni impetuosi e squillanti fino alla dissonanza, ma le acque tornano a calmarsi al riapparire del primo tema, questa volta sugli oboi, e il movimento scivola tranquillamente fino alla coda, in cui il corno è utilizzato con effetto affascinante e una timbrica peculiare è prodotta dal pittoresco accompagnamento in pizzicato degli archi che segue.

### II. Adagio non troppo
Il secondo movimento, Adagio non troppo in Si maggiore, è di significato alquanto enigmatico. I temi sono espressi meno chiaramente, ma sembra esservi sotteso, nella forma e nella sua espressione, un significato profondo. L'elaborazione mostra la stessa consumata perfezione che caratterizza tutto il lavoro di Brahms. Il musicologo Hermann Deiters interpretò questo movimento dicendo che «il compositore ha intenzionalmente cercato di esprimere l'esitazione e il timore sperimentati vedendo una misteriosa apparizione, che tuttavia irresistibilmente ci attrae e ci chiama a sé.»

### III. Allegretto grazioso quasi andantino
Nel terzo movimento, Allegretto grazioso (quasi andantino) in Sol maggiore, tutto è chiaro e pieno di allegria, fino al limite dello spasso. Esso si compone di due sezioni, Allegretto e Presto. In bellezza e vivacità assomiglia al movimento di apertura e chiaramente ha qualcosa dello spirito haydniano. Si apre con una delicata melodia pastorale per gli strumenti ad ancia,  trattata piacevolmente e ricca di spunti affascinanti. Si passa poi velocemente al Presto, che è un'allegra danza rustica, di per sé ricca di humour frizzante e persino di allegria chiassosa. Infine giunge una ripetizione dell'Allegretto, che conduce il movimento alla sua conclusione.

### IV. Allegro con spirito
Il Finale, Allegro con spirito in Re maggiore, nella sua gestione complessiva, può far pensare ai finali mozartiani. Come anche nella Prima Sinfonia, questo movimento è pieno di reminiscenze dei precedenti temi, che vengono trattati con grande abilità. Dopo una serie di variazioni e sfumature timbriche in costante cambiamento, Brahms sembra dare libero sfogo al proprio estro, e il movimento si precipita con spirito e vigore sempre crescenti verso la sonora conclusione.

## Registrazioni
Discografia selettiva
- Marin Alsop, London Philharmonic Orchestra, Naxos 8 557429
- Thomas Beecham, Royal Philharmonic Orchestra, BBC Legends mono BBCL4099-2
- Leonard Bernstein, Wiener Philharmoniker, DG, E4749302
- Semën Byčkov, WDR Sinfonieorchester Köln, ArtHaus Musik 101 243 (DVD)
- Herbert von Karajan, Berliner Philharmoniker, DG, 4777579
- Georg Solti, Chicago Symphony Orchestra, Decca, E4307992
- Bruno Walter, Columbia Symphony Orchestra, G010004064271H